# 卡斯特罗德丰蒂杜埃尼亚
卡斯特罗德丰蒂杜埃尼亚，是西班牙卡斯蒂利亚-莱昂塞戈维亚省的一个市镇。 总面积20平方公里，总人口83人（2001年），人口密度4人/平方公里。